# 王顯瑜
王顯瑜（英語：Gino Wang，1987年8月5日—）是臺灣男性新聞主播、主持人，現任鏡電視新聞台《1800晚間新聞》當家主播、《全球聊天室》主持人。曾任UDN TV記者、主播、三立新聞台主播。

## 早年
王顯瑜畢業於美國雪城大學，是新聞學、心理學雙學士。

## 職業生涯
學成回台，在中央廣播電臺擔任整點英語新聞主播，此外也在UDN TV、《鏡週刊》任節目主持。2017年開始，在三立新聞台擔任主播，2021年4月1日離職。
2020年，擔任中華民國國慶慶典主持人。之後，他加入新成立的鏡電視新聞台。

## 作品節選

### 主持節目
- 鏡電視新聞台
  - 《1800晚間新聞》
  - 《全球聊天室》

## 軼事
- 王顯瑜在美求學8年，曾想往心理諮商發展，但因為對他人苦難有共感也太過感性，因此投入傳媒領域。
- 王顯瑜養有一隻流浪犬「飛飛」。[2][3]
- 2022年在總統府府前廣場轉播國慶大會時，王顯瑜因過份注意現場的演出節目，在主播台上沉默近五秒，引起觀眾熱議[5]。

## 外部連結
- 鏡新聞主播 - 王顯瑜 （页面存档备份，存于）
- 王顯瑜的Facebook專頁
- 王顯瑜的Instagram帳戶